# Моделирование
Модели́рование — исследование объектов познания на их моделях; построение и изучение моделей реально существующих объектов, процессов или явлений с целью получения объяснений этих явлений, а также для предсказания явлений, интересующих исследователей.

## Виды моделирования
В силу многозначности понятия «модель», в науке и технике не существует единой классификации видов моделирования: классификацию можно проводить по характеру моделей, по характеру моделируемых объектов, по сферам приложения моделирования (в технике, физических науках, кибернетике и так далее).
В настоящее время по технологии моделирования и области применения выделяют такие основные виды моделирования:
- Информационное моделирование
- Компьютерное моделирование
- Математическое моделирование
- Биологическое моделирование
- Математическое моделирование социально-исторических процессов
- Математико-картографическое моделирование
- Молекулярное моделирование
- Цифровое моделирование
- Логическое моделирование
- Педагогическое моделирование
- Психологическое моделирование
- Статистическое моделирование
- Структурное моделирование
- Физическое моделирование
- Экономико-математическое моделирование
- Имитационное моделирование
- Эволюционное моделирование
- Графическое и геометрическое моделирование
- Натурное моделирование
- Метамоделирование
- Моделирование в воображении (вся математика в воображении)

и др.

## Процесс моделирования
Процесс моделирования включает три элемента:
- субъект (исследователь),
- объект исследования,
- модель, определяющую (отражающую) отношения познающего субъекта и познаваемого объекта.

Первый этап построения модели предполагает наличие некоторых знаний об объекте-оригинале. Познавательные возможности модели обуславливаются тем, что модель отображает (воспроизводит, имитирует) какие-либо существенные черты объекта-оригинала. Вопрос о необходимой и достаточной мере сходства оригинала и модели требует конкретного анализа. Очевидно, модель утрачивает свой смысл как в случае тождества с оригиналом (тогда она перестаёт быть моделью), так и в случае чрезмерного во всех существенных отношениях отличия от оригинала. Таким образом, изучение одних сторон моделируемого объекта осуществляется ценой отказа от исследования других сторон. Поэтому любая модель замещает оригинал лишь в строго ограниченном смысле. Из этого следует, что для одного объекта может быть построено несколько «специализированных» моделей, концентрирующих внимание на определённых сторонах исследуемого объекта или же характеризующих объект с разной степенью детализации.
На втором этапе модель выступает как самостоятельный объект исследования. Одной из форм такого исследования является проведение «модельных» экспериментов, при которых сознательно изменяются условия функционирования модели и систематизируются данные о её «поведении». Конечным результатом этого этапа является множество (совокупность) знаний о модели.
На третьем этапе осуществляется перенос знаний с модели на оригинал — формирование множества знаний. Одновременно происходит переход с «языка» модели на «язык» оригинала. Процесс переноса знаний проводится по определённым правилам. Знания о модели должны быть скорректированы с учётом тех свойств объекта-оригинала, которые не нашли отражения или были изменены при построении модели.
Четвёртый этап — практическая проверка получаемых с помощью моделей знаний и их использование для построения обобщающей теории объекта, его преобразования или управления им.
Моделирование — циклический процесс. Это означает, что за первым четырёхэтапным циклом может последовать второй, третий и т. д. При этом знания об исследуемом объекте расширяются и уточняются, а исходная модель постепенно совершенствуется. Недостатки, обнаруженные после первого цикла моделирования, обусловленные малым знанием объекта или ошибками в построении модели, можно исправить в последующих циклах.
Сейчас трудно указать область человеческой деятельности, где не применялось бы моделирование. Разработаны, например, модели производства автомобилей, выращивания пшеницы, функционирования отдельных органов человека, жизнедеятельности Азовского моря, последствий атомной войны. В перспективе для каждой системы могут быть созданы свои модели, перед реализацией каждого технического или организационного проекта должно проводиться моделирование.

## Основы научного моделирования

### Моделирование для прямых измерений и экспериментов
Модели обычно используются, когда невозможно или непрактично создавать экспериментальные условия, при которых учёные могут непосредственно измерять результаты. Прямое измерение результатов в контролируемых условиях (см. Научный метод) всегда будет более надёжным, чем смоделированные оценки результатов.
В моделировании и симуляции модель представляет собой целенаправленное упрощение и абстрагирование восприятия реальности, обусловленное физическими и когнитивными ограничениями. Моделирование — управляемая задача, потому что модель направлена на решения определённых заданных вопросов или задач.
Упрощения призваны опустить все известные и наблюдаемые сущности и их отношения, которые не важны для рассматриваемой задачи. Абстракция агрегирует информацию, которая важна, но не нужна в той же детализации, что и объект исследования. Оба действия, упрощение и абстракция выполняются целенаправленно. Однако они сделаны на основе восприятия реальности. Это восприятие уже само по себе является моделью, поскольку оно связано с физическими ограничениями.
Существуют также ограничения на то, что мы можем формально наблюдать с помощью нашего текущего инструментария и методов, а также в виде когнитивных барьеров, которые ограничивают то, что мы можем объяснить существующими научными теориями. Такая модель включает сущности, их поведение и их формальные отношения и часто упоминается как концептуальная модель. Чтобы создать такую модель, она должна быть реализована через компьютерное моделирование. Для этого требуется большая выборка через применение, например численной аппроксимации или использование эвристики. Несмотря на все эти эпистемологические и вычислительные ограничения, симуляция была признана в качестве одного из трёх ключевых компонентов научных методов: построение теории, моделирование и экспериментирование.

### Симуляция
Симуляция (синоним — имитационное моделирование) — это комплексные процессы поведения модели в рамках заданных условий моделирования. Статичная симуляция предоставляет информацию о системе в определённый заданный момент времени (обычно при равновесии, если такое состояние существует). Динамическая симуляция предоставляет информацию в ходе течения времени. Симуляция приводит модель к жизни и показывает, как будет вести себя конкретный объект или явление. Симуляция может быть полезна для тестирования, анализа или обучения в тех случаях, когда объекты или концепции реального мира могут быть представлены в виде их моделей.

### Структура
Структура является фундаментальным, но зачастую неосязаемым понятием, которое вбирает в себя распознавание, наблюдение, происхождение, сохранение постоянства закономерностей и отношений моделируемых сущностей. От словесного описания ребёнком снежинки до детального научного анализа свойств магнитных полей, понятие структуры является основой почти каждого способа исследования и открытия в науке, философии и искусстве.

### Системы
Система представляет собой набор взаимодействующих или взаимозависимых сущностей, реальных или абстрактных, образующих интегрированное целое. В общем, система представляет собой конструкцию или набор различных элементов, которые вместе могут приводить к результатам, которые не могут быть получены только самими элементами. Концепцию «интегрированного целого» можно также сформулировать в терминах системы, воплощающей набор отношений, которые отличаются от отношений множества к другим элементам и от отношений между элементом множества и элементами, не входящими в состав реляционного режима. Существует два типа системных моделей: 1) дискретный, в котором переменные мгновенно меняются в отдельные моменты времени и 2) непрерывный, когда переменные состояния непрерывно изменяются по времени.

### Создание модели
Моделирование — это процесс создания модели как концептуального представления некоторого явления. Обычно модель будет иметь дело только с некоторыми аспектами рассматриваемого явления, и две модели одного и того же явления могут существенно отличаться, то есть различия между ними будут не только в простом переименовании их составляющих компонентов.
Такие отличия могут быть вызваны различными требованиями конечных пользователей данной модели или концептуальными или эстетическими отличительными предпочтениями создателей модели и их решениями, принятыми в ходе процесса моделирования. Соображения создателей, которые могут повлиять на структуру модели, могут быть в области личных профессиональных предпочтений для, например, применения сокращённой онтологии, или предпочтений в отношении применения статистических моделей по сравнению с детерминированными, дискретных по сравнению с непрерывными и т. д. В любом случае пользователям модели необходимо понять сделанные создателями предположения, которые направлены на то или иное использование модели.
Для построения модели требуется абстракция. Предположения используются в моделировании, чтобы указать область применения модели. Например, специальная теория относительности принимает инерциальную систему отсчёта. Это предположение было контекстуализировано и далее объяснено общей теорией относительности. Модель делает точные предсказания, когда её допущения действительны и, с большой вероятностью, не дают точных прогнозов, когда её предположения не выполняются. Такие предположения часто совпадают с тем моментом, когда старые теории сменяются новыми (к слову, общая теория относительности работает и в неинерциальных системах отсчёта).

### Оценка модели
Модель оценивается в первую очередь по её согласованности с эмпирическими данными; любая модель, несовместимая с воспроизводимыми наблюдениями, должна быть изменена или отклонена. Один из способов изменить модель — это ограничение области применения, над которой она совпадает с наблюдениями с высокой степенью достоверности. Например, ньютоновская физика, которая очень полезна, за исключением очень малых, очень быстрых и очень массивных явлений мира. Тем не менее, соответствие только эмпирическим данным недостаточно для того, чтобы модель была принята как действительная. Другие факторы, важные при оценке модели, включают:
- Возможность объяснения прошлых наблюдений
- Возможность прогнозирования будущих наблюдений
- Стоимость использования, особенно в сочетании с другими моделями
- Опровержимость, позволяющая оценить степень достоверности модели
- Простота или даже эстетическая привлекательность

Исходя из перечисленных критериев, пользователь модели может попытаться количественно оценить её с помощью функции полезности, определив для себя приоритетность (веса) переменных.

### Визуализация
Визуализация — это любой способ создания изображений, диаграмм или анимаций для коммуникационного сообщения. Визуализация с помощью образов была эффективным способом коммуникационного обмена как абстрактными, так и конкретными идейными сущностями с самого начала истории человечества — пещерные картины, египетские иероглифы, греческая геометрия и революционные методы технического перевода Леонардо да Винчи для инженерных и научных задач.

### Пространственный маппинг
Пространственный маппинг относится к методологии, в которой используется «квази-глобальная» методика для увязки сопутствующей «грубой» (идеальной или с низкой точностью) с «высокоточной» (практической или с высокой точностью) моделями различных сложностей. В инженерной оптимизации маппинг выравнивает (отображает) очень быстро грубую модель с её связанной дорогостоящей вычислительной высокоточной моделью, чтобы избежать прямой дорогостоящей процедуры оптимизации такой модели. Процесс маппинга итеративно уточняет грубую модель (суррогатная модель) сопоставляя её с высокоточной.